# منگو (خواننده)
منگو نام هنری جوزپه منگو (ایتالیایی: Giuseppe Mango؛ ۶ نوامبر ۱۹۵۴ – ۷ دسامبر ۲۰۱۴)، خواننده-ترانه‌پرداز و موسیقی‌دان اهل ایتالیا بود.